# Blue Hawaii (album Elvisa Presleya)
Blue Hawaii – czternasty album Elvisa Presleya, który jest jednocześnie ścieżką dźwiękową z filmu Błękitne Hawaje. Wydany został 1 października 1961 roku przez RCA Victor Records (data jest sporna). Sesje nagraniowe odbyły się między 21 – 23 marca 1961 r. w studiu Radio Recorders w Hollywood. Album szybko odniósł ogromny sukces i na amerykańskiej liście bestsellerów był numerem jeden przez 20 tygodni, a przez 39 utrzymywał się w Top 10 listy magazynu Billboard 200.
W 1961 roku płyta była nominowana do nagrody Grammy w kategorii najlepsza ścieżka dźwiękowa.
21 grudnia 1961 r. stowarzyszenie Recording Industry Association of America przyznało albumowi statut złotej płyty, 27 marca 1992 r. podwójnej platyny, a 30 lipca 2002 r. potrójnej platyny.

## Zawartość
Na płycie znalazło się czternaście piosenek znanych z filmu, który swoją premierę miał 22 listopada 1961 r. Ponieważ jego fabuła rozgrywa się na Hawajach, również muzykę postanowiono dostosować do miejsca, w którym się ona toczy. Wykorzystano więc tradycyjny, instrumentalny utwór Aloha ʻOe, Hawaiian Wedding Song z operetki Prince of Hawaii, a tytułowa piosenka Blue Hawaii pochodziła z filmu Waikiki Wedding z 1937 roku.  
Piosenki Can’t Help Falling in Love i Rock-A-Hula Baby zostały miesiąc później wydane jako singiel. Pierwsza z nich znalazła się na drugim miejscu list przebojów magazynu Billboard Hot 100, a druga na dwudziestym trzecim.
Początkowo wytwórnia RCA i menadżer Elvisa, pułkownik Tom Parker planowali, że będzie on wydawał rocznie jeden album studyjny, jedną ścieżkę dźwiękową oraz cztery single. Jednakże ogromny sukces płyt Blue Hawaii i G.I. Blues, które sprzedały się znacznie lepiej niż dwa albumy studyjne: Elvis Is Back! i Something for Everybody zmienił tempo ich wydawania na całą dekadę. Po tym, jak Elvis skupił się na karierze aktorskiej, do końca lat 60. wydał szesnaście ścieżek dźwiękowych i tylko sześć albumów studyjnych.    
29 kwietnia 1997 roku wytwórnia RCA wydała zremasterowaną i rozszerzoną wersję albumu na płycie CD.

## Muzycy
1. Elvis Presley – wokal
2. The Surfers – akompaniament
3. The Jordanaires – akompaniament
4. Boots Randolph – saksofon
5. George Field – harmonijka ustna
6. Fred Tavares, Bernie Lewis – ukulele
7. Hank Garland, Tiny Timbrell – gitara akustyczna
8. Scotty Moore – gitara elektryczna
9. Alvino Rey – elektryczna gitara hawajska
10. Floyd Cramer – pianino
11. Dudley Brooks – pianino,  czelesta
12. Bob Moore – kontrabas
13. D.J. Fontana, Bernie Mattinson, Hal Blaine – perkusja

## Lista utworów

### Strona A
| Utwór | Data nagrania | Tytuł                      | Autor                                            | Czas trwania |
| ----- | ------------- | -------------------------- | ------------------------------------------------ | ------------ |
| 1.    | 22.03.1961    | Blue Hawaii                | Leo Robin i Ralph Rainger                        | 2:36         |
| 2.    | 22.03.1961    | Almost Always True         | Ben Weisman i Fred Wise                          | 2:25         |
| 3.    | 21.03.1961    | Aloha 'Oe                  | Lydia Liliʻuokalani                              | 1:53         |
| 4.    | 21.03.1961    | No More                    | Don Robertson, Hal Blair, Sebastián Iradier      | 2:22         |
| 5.    | 23.03.1961    | Can’t Help Falling in Love | George David Weiss, Hugo Peretti, Luigi Creatore | 3:01         |
| 6.    | 23.03.1961    | Rock-A-Hula Baby           | Ben Weisman, Fred Wise, Dolores Fuller           | 1:59         |
| 7.    | 22.03.1961    | Moonlight Swim             | Ben Weisman i Sylvia Dee                         | 2:20         |

### Strona B
| Utwór | Data nagrania | Tytuł                 | Autor                                            | Czas trwania |
| ----- | ------------- | --------------------- | ------------------------------------------------ | ------------ |
| 1.    | 21.03.1961    | Ku-U-I-Po             | George David Weiss, Hugo Peretti, Luigi Creatore | 2:23         |
| 2.    | 22.03.1961    | Ito Eats              | Sid Tepper i Roy C. Bennett                      | 1:23         |
| 3.    | 21.03.1961    | Slicin' Sand          | Sid Tepper i Roy C. Bennett                      | 1:36         |
| 4.    | 21.03.1961    | Hawaiian Sunset       | Sid Tepper i Roy C. Bennett                      | 2:32         |
| 5.    | 23.03.1961    | Beach Boy Blues       | Sid Tepper i Roy C. Bennett                      | 2:03         |
| 6.    | 22.03.1961    | Island of Love        | Sid Tepper i Roy C. Bennett                      | 2:41         |
| 7.    | 22.03.1961    | Hawaiian Wedding Song | Al Hoffman, Charles King, Dick Manning           | 2:48         |